# Condado de Mills (Iowa)
O Condado de Mills é um dos 99 condados do estado norte-americano de Iowa. A sede do condado é Glenwood, que é também a sua maior cidade. O condado tem uma área de 1139 km² (dos quais 8 km² estão cobertos por água), uma população de 15 059 habitantes, e uma densidade populacional de 13 hab/km² (segundo o censo nacional de 2010). O condado foi fundado em 1851 e recebeu o seu nome em homenagem a Frederick Mills, de Burlington, morto na Batalha de Churubusco durante a Guerra Mexicano-Americana.